# Lange-QT-syndroom
Het lange-QT-syndroom (LQTS) is een afwijking die meestal op het ecg kan worden vastgesteld, waarbij spontaan ernstige ritmestoornissen kunnen optreden. Het lange-QT-syndroom kan dodelijk zijn, maar de lijders weten meestal niet dat zij aan dit syndroom lijden, het syndroom blijft dientengevolge onbehandeld en kan tot een vroege dood leiden. Dit is echter zeldzaam in relatie tot de frequentie van het syndroom: circa 0,04% (1 op 2500) van de algemene bevolking.
Bij het syndroom is er op het ecg een ongewoon lange tijd tussen het begin van het QRS-complex en het einde van de T-top (QT-tijd). Dit maakt dat deze mensen gevoeliger zijn dan andere voor het spontaan ontstaan van de fatale hartritmestoornis ventrikelfibrilleren.

## Oorzaken
LQTS is een genetische aandoening die valt onder de kanalopathieën. 
De T-golf van een ecg wordt veroorzaakt door de terugstroom van natrium- en kaliumionen, dit is de repolarisatie. Bij LQTS is de repolarisatie vertraagd, zodat de T-golf langer en later komt. Een oorzaak zou kunnen zijn een loss-of-functionmutatie van een kaliumkanaal, zodat het kalium minder snel de cel kan repolariseren. Een andere oorzaak is bijvoorbeeld een gain-of-functionmutatie van een natriumkanaal. In dit geval blijft de natriuminstroom te lang doorgaan en duurt het ook langer voordat de cel gerepolariseerd is. 
Sommige geneesmiddelen kunnen het risico doen toenemen. Bij iemand van wie bekend is dat deze behept is met het lange-QT-syndroom, kunnen ter preventie geneesmiddelen worden gegeven. Bij iemand die een aanval heeft overleefd, dient implantatie van een defibrillator te worden overwogen.
Er zijn inmiddels ten minste 11 verschillende genetische defecten bekend die tot een lange-QT-syndroom kunnen leiden.